# Richard Holden (homme politique canadien)
Pour les articles homonymes, voir Richard Holden.
Richard B. Holden (7 juillet 1931 à Montréal - 18 septembre 2005 à Montréal) est un avocat et siège comme député à l'Assemblée nationale du Québec. Il est le père de l'acteur Arthur Holden.

## Biographie
Il se présente d'abord pour le Parti progressiste-conservateur du Canada à l'élection fédérale de 1979 dans la circonscription de Dollard, dans laquelle il termine deuxième, loin derrière le libéral Louis R. Desmarais.
Il est élu à l'élection générale québécoise de 1989 en tant que candidat du Parti égalité pour la circonscription de Westmount, mais est expulsé du caucus pour avoir enfreint la discipline du parti le 11 octobre 1991.
Après avoir siégé comme indépendant, il choque ses électeurs, pour la plupart anglophones, lorsqu'il devient un transfuge en traversant le parquet pour rejoindre le Parti québécois en 1992. À la suite de sa défection, son frère, Rodney Holden, cesse de lui parler et menace de changer son nom de famille.
Après sa défaite, en 1994, comme candidat péquiste à Verdun, une circonscription voisine de celle de Westmount, le gouvernement péquiste le nomme régisseur à la Régie du logement, où il siège jusqu'en 1999.
Souffrant de maux de dos chroniques, Holden s'est suicidé à l'âge de 74 ans en sautant de son appartement du huitième étage près du marché Atwater à Montréal.